# Damaskin (Bodry)
Damaskin, imię świeckie: Aleksiej Iwanowicz Bodry (ur. 20 kwietnia 1937 w Bielenach, zm. 1 lipca 1989) – rosyjski biskup prawosławny.

## Życiorys
Pochodził z rodziny chłopskiej. Po ukończeniu szkoły średniej podjął pracę w zawodzie tokarza w fabryce w Leningradzie. W 1966 ukończył seminarium duchowne w Leningradzie, po czym podjął dalsze kształcenie w Petersburskiej Akademii Duchownej. 13 grudnia 1968 metropolita leningradzki i nowogrodzki Nikodem przyjął od niego wieczyste śluby mnisze, nadając mu imię Damaskin. 17 grudnia tego samego roku został wyświęcony na hierodiakona. 29 marca 1970 został hieromnichem, obejmując równocześnie funkcję proboszcza parafii Podwyższenia Krzyża Pańskiego w Opolu (eparchia leningradzka). W tym samym roku uzyskał tytuł kandydata nauk teologicznych. W 1971 przeniesiony do parafii Trójcy Świętej we Wsiewołożsku. W 1972 otrzymał godność igumena, a następnie archimandryty.
18 października 1972 w soborze Objawienia Pańskiego w Moskwie miała miejsce jego chirotonia na biskupa tambowskiego i miczurińskiego. W charakterze konsekratorów wzięli w niej udział metropolita talliński i estoński Aleksy, arcybiskupi wołogodzki i wielkoustiuski Michał, krasnodarski i kubański Aleksy, dmitrowski Filaret, biskupi taszkencki i Azji Środkowej Bartłomiej, zarajski Chryzostom, wileński i litewski Anatol oraz riazański i kasimowski Szymon.
W 1974 mianowany biskupem wołogodzkim i wielkoustiuskim. Po pięciu latach przeniesiony na katedrę połtawską i krzemieńczuską. Następnie od 1985 do śmierci w 1989 był biskupem mukaczewskim i użhorodzkim.